# Harpacticus compsonyx
Harpacticus compsonyx är en kräftdjursart som beskrevs av Albert Monard 1926. Harpacticus compsonyx ingår i släktet Harpacticus och familjen Harpacticidae. Inga underarter finns listade i Catalogue of Life.